# 水納島 (沖縄県多良間村)

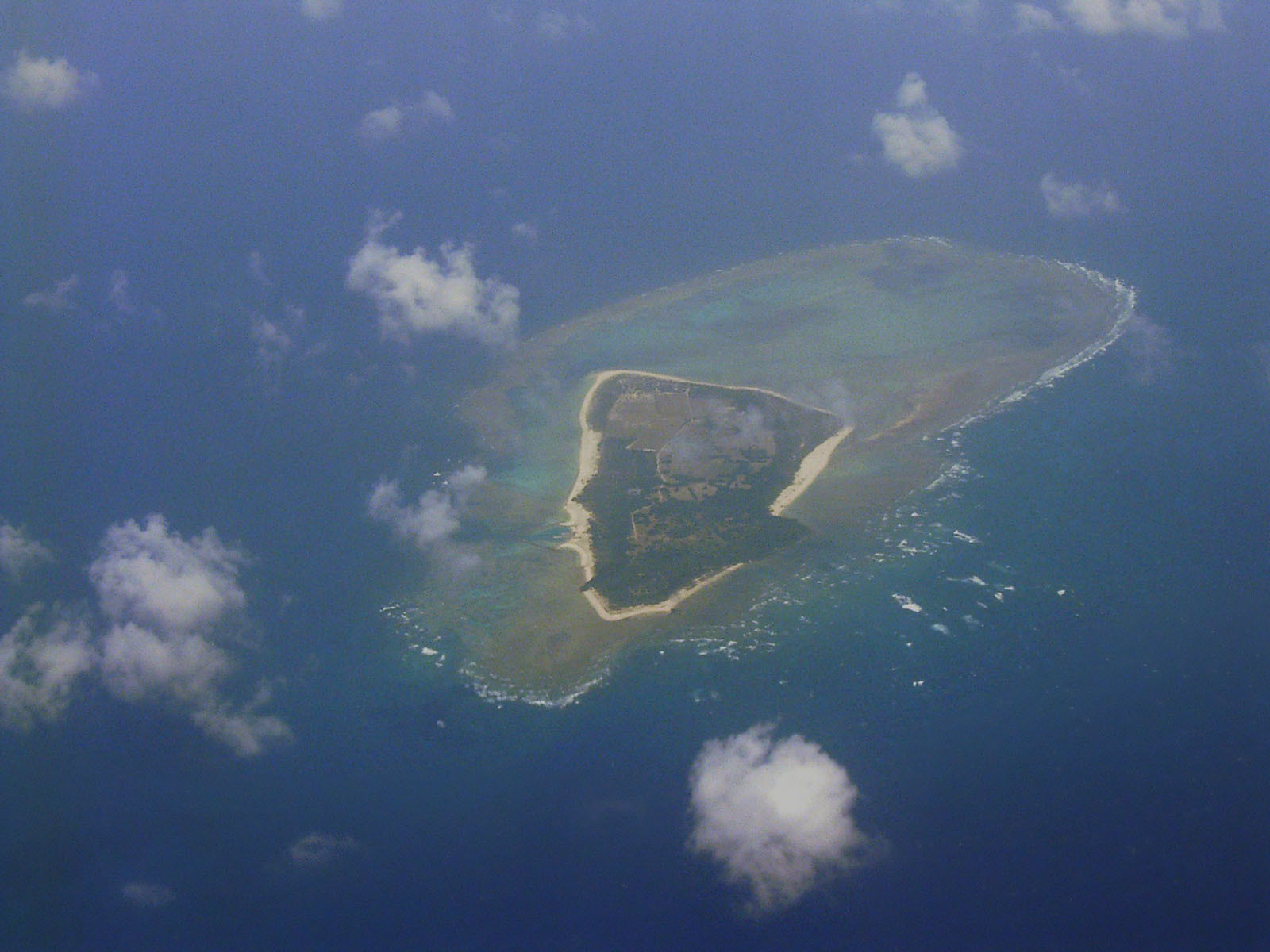
水納島

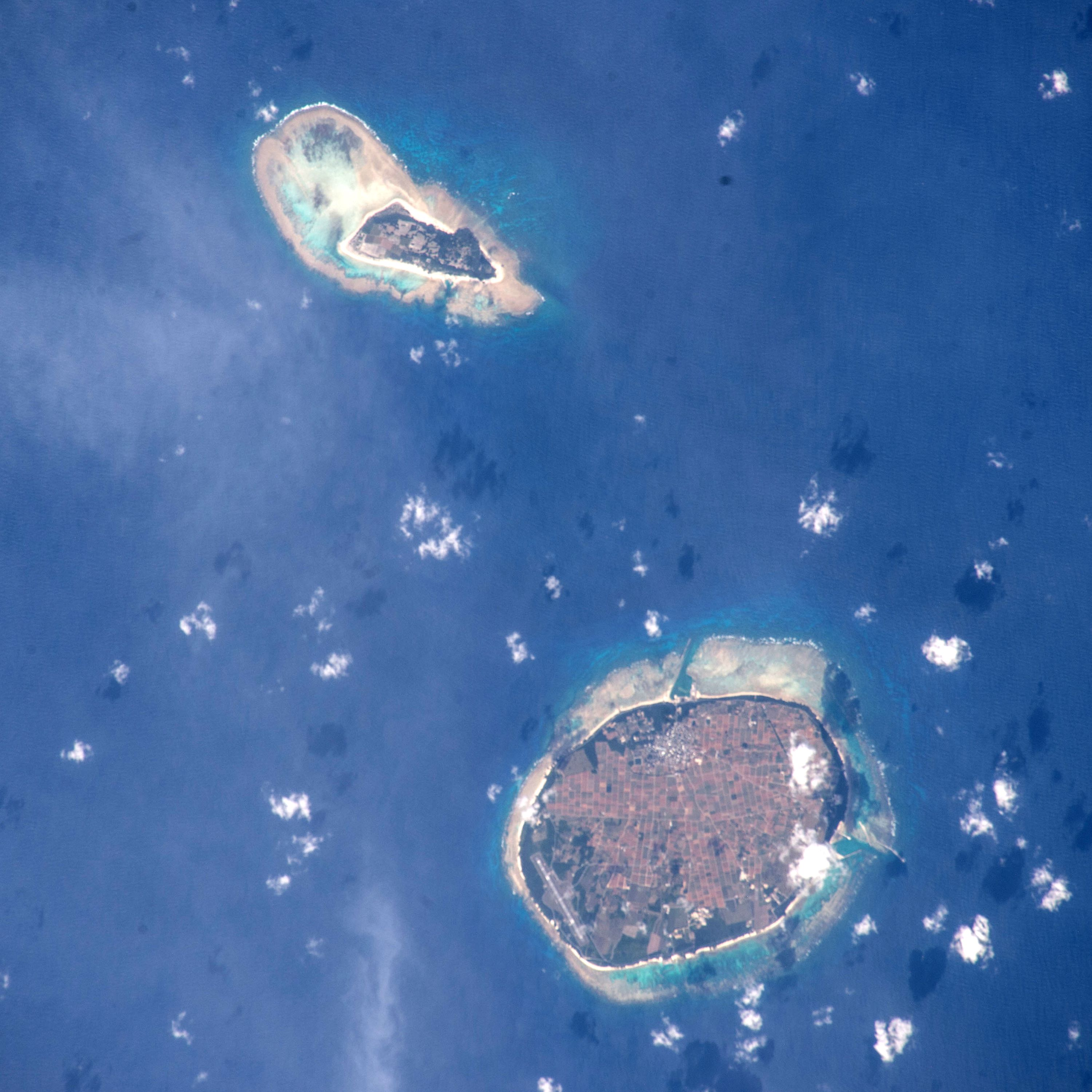
水納島（画面上）と多良間島（画面下）
ISSから撮影

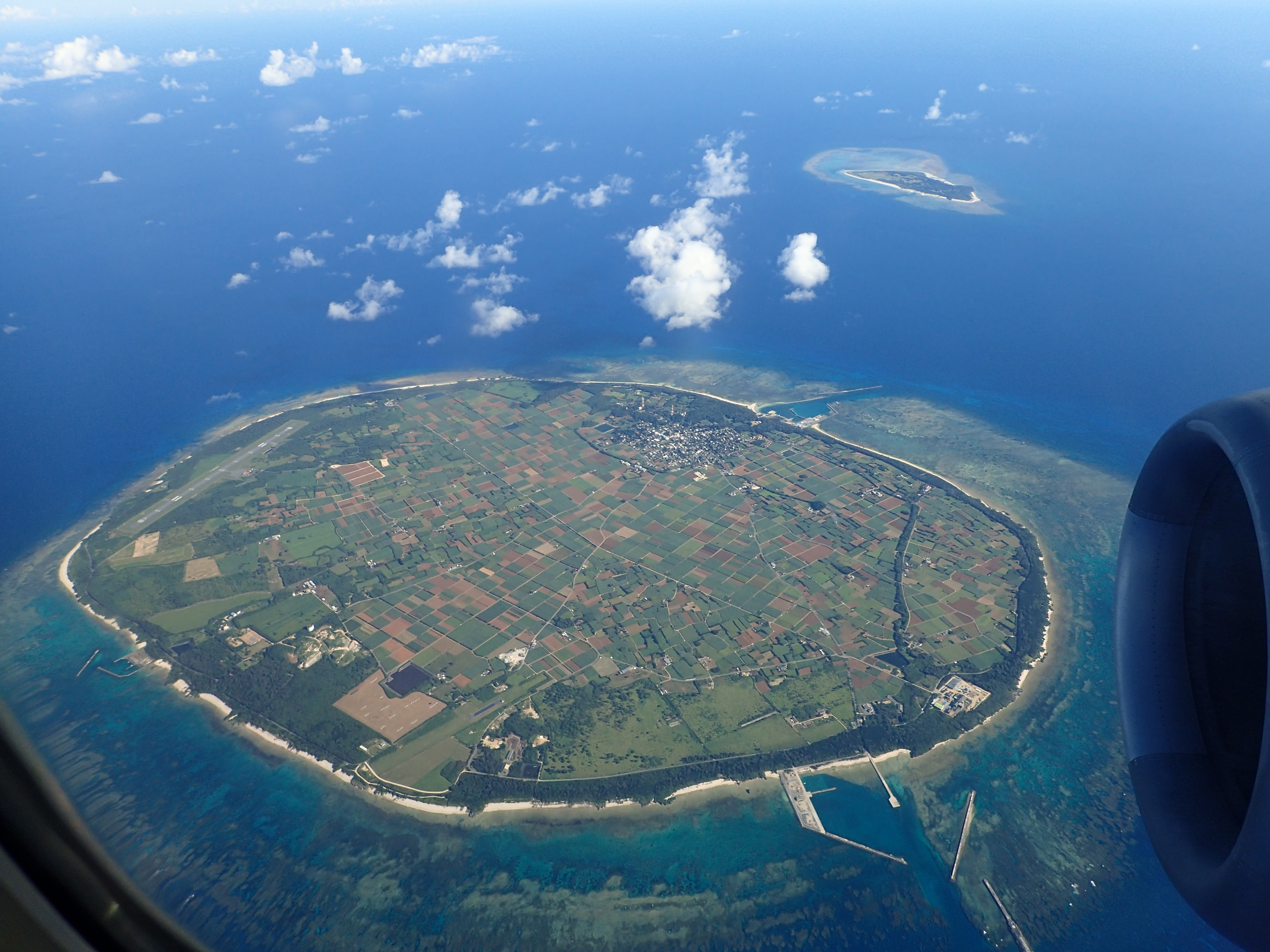
多良間島（手前）と水納島（奥）

水納島（みんなじま、みんなしま）は、宮古列島の島である。沖縄県宮古郡多良間村に属し、多良間島の北8kmに位置する。面積は2.15 km2。

## 地理
隆起サンゴ礁の島で、地形は平坦。
大きな環礁に囲まれており、特に西側には遠浅の環礁が広がって多数のアオウミガメが生息している。2008年夏にはコビレゴンドウとみられる小型のクジラ40頭前後が島東側の環礁に迷い込んで座礁し、20頭以上が死亡した。
かつては約200人が住み主に漁業に従事していたが、台風被害や水不足のため、1961年に18世帯が琉球政府による計画移住で宮古島に移り、人口が激減。2016年には、島の人口が1世帯5人となり、約100頭の牛と山羊の飼育を行っていた。2021年には1世帯3人となり、同年5月に水納島の振興に関し、住民3人、多良間村観光振興課や多良間村観光協会の職員を交えた意見交換会が行われ、同年度に策定される「第1次多良間村観光振興基本計画」の後期計画に、水納島振興計画を盛り込まれることが説明された。この他、意見交換会では水納島を取り巻く現状、観光をめぐる課題、観光振興への取り組みなどについて話し合われ、観光協会からは一定の観光需要があり、観光協会側に「橋渡し役」を求められることが多いと報告した一方で、住民からは「最大5人くらいは可能だが大勢は受け入れられない」「観光は天気に左右されるので、長期滞在の人しか受け入れていない」とコメントし、私有地でドローンを飛ばしたり、勝手に入島してキャンプをする来島者への対策を村に求めた。また、島の課題としては、島で携帯電話がつながらないため、緊急時の連絡網を確立する必要性があること、案内ガイド・案内板の設置、遊泳場所の決定や立ち入り禁止地区の設定などの課題があることが指摘された。
島の南東部に宮古水納島灯台がある。1972年初点灯、海抜21m、光達12.0海里。灯台の近くにはヘリポートが設置されている。
宿泊施設はコテージが2棟ある。また、キャンプも可能。ただし、島内には商店がないので、食料等は予め島外で準備する必要がある。

## 島名の由来
水のない島の意味といわれる。

## 歴史
- 1734年（享保19年） - 平敷屋朝敏が処刑され、長男が水納島に流刑になる[15]。
- 1771年（明和8年） - 八重山地震の津波（明和の大津波）で壊滅的な被害を受ける[16][17]。
- 1900年（明治33年） - 水納島に分教場が設置される[15]。
- 1961年（昭和36年） - 18世帯が水納島から宮古島に移住[3]
- 1978年（昭和53年） - 水納島分校が廃校となる[15]。
- 1983年（昭和58年） - 飲料水供給施設完成[15]。
- 1989年（平成元年） - 海底送電開始[15]。これにより沖縄県の全島の電化が完了する。
- 2011年（平成23年）3月29日 - 多良間島及び水納島のほぼ全域が多良間県立自然公園に指定される[18]。

## 伝承
島の伝承が『日本残酷物語』に書かれている。
- まっつうんなふか ‐ 旧暦8月の「みずのとおし」から数えて9日目の「かのととり」の日に行われる行事。竜宮からユウの神が来て幸せをもたらすと言われ、島民は畑仕事を早めに終え、明るいうちから家に籠って静かに神を迎えた。[19]
- 1910年代くらいまでは船も家も流木と難破船の資材で作っていた。それらの材木は豚小屋で悪霊払いをしてから使用した。寄物（漂着物や難破船の積み荷）は天からの恵みでもあり、水納島では船がよく座礁する北側の八重干瀬で島民が航行船の遭難を神に願うこともあったという（寄船）。[20]

## 交通
- 定期航路はない[21]。多良間島前泊港との間をチャーター船が運航している。所要時間は約20分。利用する際は予約が必要[3][4]。2019年に新造船「みんな」（12人乗り、12トン[22]）が就航している[23]。
- 多良間島は沖縄本島と直結する航路・空路がない二次離島であり、水納島は二次離島との間にしか航路がない数少ない島である。
- ヘリポートは緊急時に海上保安庁の救急ヘリが利用しているのみであり民間のチャーター機が利用した実績は未確認。[要出典]

## 名所・旧跡
- 先島諸島火番盛（水納遠見） - 国の史跡[24]

## 公共インフラ
- 電気は多良間島の発電所から海底ケーブルで送電されている[25]。
- 水道は、集水グラウンド方式で貯水池に集水した雨水を浄化して用いている[4][26]。
- 電話は、アナログ電話（一般加入電話）が通じている[27]。携帯電話については、NTTドコモは全域で[28]、au、SoftBankは一部区域[29][30] で利用可能。